# Einer Schou
Einar Viggo Schou (1866-1925) var direktør for Otto Mønsteds fabrikker i England, herunder den på det tidspunkt verdens største margarinefabrik i Southhall. Han brød med Otto Mønsted i 1912, og vendte tilbage til Danmark, hvor han i 1908 havde købt godset Palsgaard, og startede egen produktion baseret på sin opfindelse emulgator, der er beskrevet i patenter:
- 1921 Improvements in or relating to oleaginous emulsifying materials, and to the manufacture of edible substances

- 1922 Fremgangsmaade til Fremstilling af holdbare, i Olie opløselige Emulsioner til Malingsbrug og lignende.[2]

- 1924 Fremgangsmaade til Fremstilling af olieopløselige Vanddispergeringsmidler (sæbe).

han havde dog allerede patenter i England på Margarine emulator, fabrikation og køletromler